# فريدريك ميدلتون
فريدريك ميدلتون (28 مايو 1883 في أستراليا - 21 يوليو 1956 في نيوزيلندا) (بالإنجليزية: Frederick Middleton)‏ هو لاعب كريكت أسترالي ونيوزلندي.

## وصلات خارجية
- فريدريك ميدلتون على موقع إي آس بي آن كريك إنفو (الإنجليزية)